# Wen Jia
Wen Jia ou Wen Chia ou Wen Kia, surnom: Xiucheng, nom de pinceau : Wenshui, né en 1501, mort en 1583. Peintre chinois. XVIe siècle. 

## Biographie
Second fils de Wen Zhengming, Wen Jia est un peintre très doué qui commence toutefois sa carrière artistique assez tard. Dans sa jeunesse il est maître d'école à Huzhou (province de Zhejiang. Il est aussi connu comme poète, connaisseur et critique de peinture. Homme très cultivé, il est plus remarquable par l'érudition et le raffinement que par le génie créateur, aussi ses œuvres sont-elles de grande qualité, mais rarement marquées par une forte personnalité.

## Style et traditions

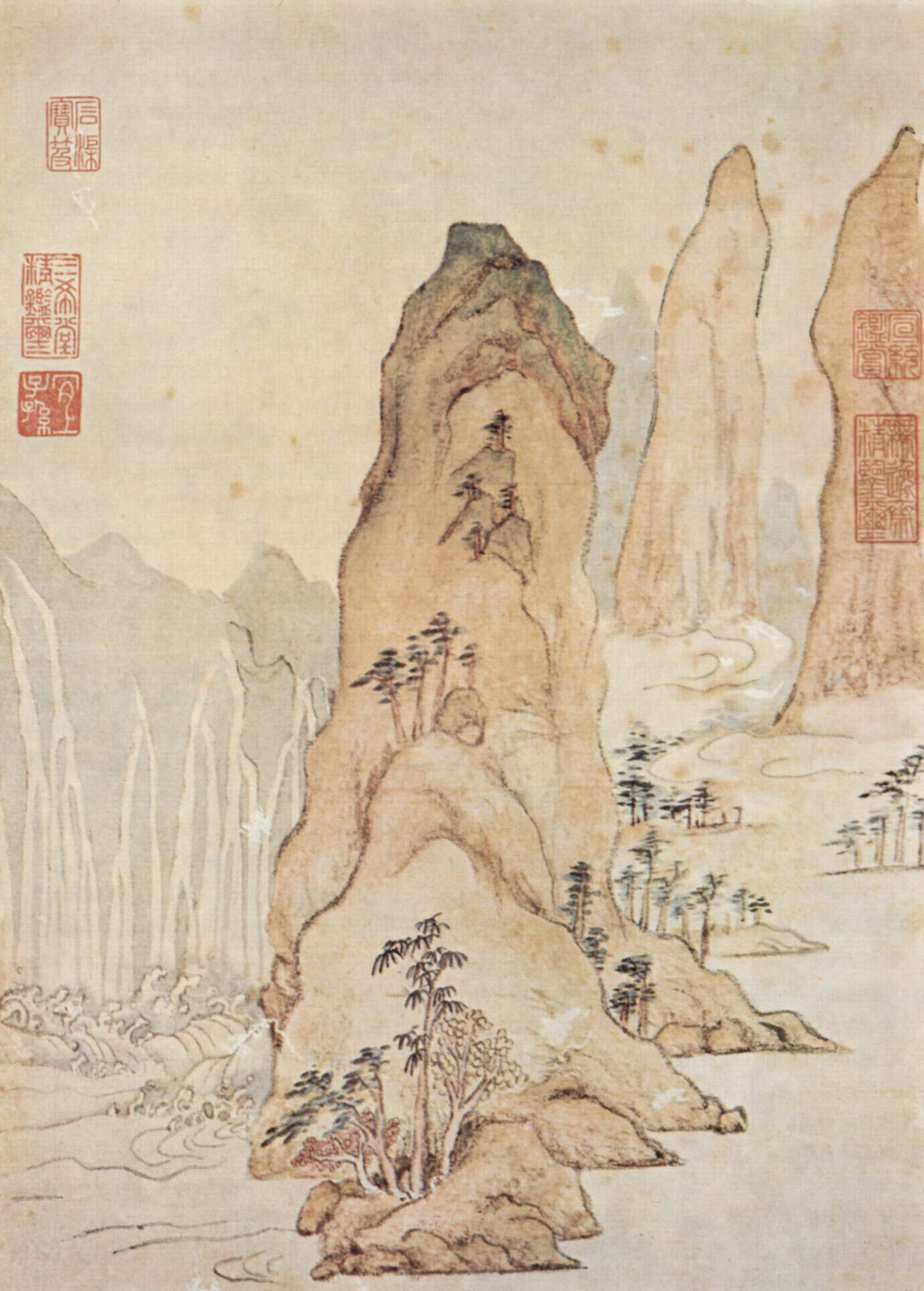
Paysage dans l'esprit des poèmes de Du Fu, par le peintre chinois Wen Jia

## Musées
- New York: (Metropolitan Museum of Art):
  - Pavillons au bord de l'eau, éventail signé.
- Osaka (mun. Art Mus.):
  - Le chant du luth, daté 1569, encre et couleurs sur papier, d'après un poème de Bo Juyi (Bai Juyi), rouleau en hauteur.
- Paris Mus. Guimet:
  - Paysage, daté 1558, encre et couleurs légères sur fond moucheté d'or, éventail.
  - Pavillon au bord de l'eau, éventail.
- Pékin (Mus. du Palais):
  - Pavillon et pont au pied d'une montagne, signé et daté 1574, encre sur papier.
- Shanghai:
  - Longues journées dans les monts tranquilles, couleurs sur papier, rouleau en longueur.
- Taipei (Nat. Palace Mus.):
  - Sur l'île des Immortels, encre et couleur sur papier, rouleau en hauteur.
  - Couleurs d'automne sur le lac Shihu, encre sur papier, feuille d'album.
  - Pics et torrents dans l'esprit des poèmes de Du Fu, daté 1572, encre et couleurs légères sur papier, feuille d'album.